# Stella Carnacina
Stella Carnacina (* 24. Februar 1955 in Rom) ist eine italienische Schauspielerin und Sängerin.

## Leben
Die Tochter einer Opernsängerin und Nichte des Gastronomen Luigi Carnacina sowie Schwester des Sängers Lanfranco war etwas mehr als ein Jahrzehnt eine vielbeschäftigte Darstellerin dunkelhaariger Schönheiten beim Fernsehen und im Film. Ihr Debüt gab sie 1971 in Giorgio Steganis Kinofilm Ein Sommer voller Zärtlichkeit; ihre mit zahlreichen Trashfilmen durchsetzte Filmkarriere beinhaltet die Hauptrolle des besessenen Mädchens in der Der Exorzist-Variante L'Ossessa – Omen des Bösen 1974. Zwischen 1971 und 1982 spielte sie in sechzehn Filmen und Fernsehwerken. Letztere sind neben fiktionalen Filmen (z. B. Ugo Gregorettis Arrivano i mostri 1977 neben Lino Banfi) auch einige Shows wie Discoverde (1982) und Estate Disco (1985).
Im Mai 1975 war sie Covermädchen des italienischen Playboy. Neben ihrer schauspielerischen Tätigkeit nahm Carnacina zwischen 1976 und 1985 sieben Singles auf; ihr bekanntestes Lied ist dabei das 1977 veröffentlichte Rosso sera.
Nach der Showbusiness-Karriere widmete sich Carnacina dem Immobiliengewerbe.

## Filmografie (Auswahl)
- 1971: Ein Sommer voller Zärtlichkeit (Il sole nella pelle)
- 1973: Auf verlorenem Posten (La polizia è al servizio del cittadino?)
- 1973: Haie kennen kein Erbarmen (Troppo rischio per un uomo solo)
- 1973: Tödlicher Haß (Tony Arzenta (Big Guns))
- 1974: L'Ossessa – Omen des Bösen (L'ossessa)
- 1975: Prügel, daß die Fetzen fliegen (A forza di sberle)
- 1980: White Pop Jesus
- 1982: Apocalisse di un terremonto